# Lluïsa Vidal i Puig
Pour les articles homonymes, voir Vidal.
 Lluïsa Vidal i Puig (Barcelone, 2 avril 1876 - Barcelone, 22 octobre 1918) est une artiste peintre catalane.

## Biographie
Lluïsa Vidal appartenait à une famille aisée et cultivée, liée à l'atmosphère moderniste de l'époque. La famille était constituée de neuf filles et deux garçons, une des sœurs vivait en couple avec Pau Casals et l'autre épousa le philologue et écrivain Manuel de Montoliu.
Son père était Francesc Vidal i Jevellí, ébéniste et décorateur. Lluïsa a grandi dans un environnement propice aux créations artistiques. Elle a été éduquée par son père, et a reçu des leçons de Joan González (frère du sculpteur Julio González), d'Arcadi Mas i Fondevila, du graveur Enrique Gómez Polo et à Paris, d'Eugène Carrière. Elle fut  également influencée par des artistes tels que Santiago Rusiñol et Fernando Casás : Casas pour le portrait et Rusiñol, en particulier en ce qui concerne la composition.
Lluïsa était la seule femme de son temps qui se consacrait professionnellement à la peinture et qui fut la seule à aller étudier à Paris. À son retour de Paris, elle rejoint le groupe de féministes catholiques dirigé par Carme Karr et rencontre Francesca Bonnemaison i Farriols avec laquelle Vidal s'engage durant la Semaine tragique. Elle rejoint la Bibliothèque populaire des femmes et l'Institut culturel, pour aider les femmes célibataires de la classe ouvrière à obtenir une éducation. 
Elle est également devenue  militante pacifiste pendant la Première Guerre mondiale, lorsqu'elle s'est jointe à l'organisation du Comité pacifiste féministe.
Les femmes du cercle, les membres de sa famille et ses amis lui ont servi de modèle pour ses portraits.
Vidal est morte de la grippe espagnole en 1918. 

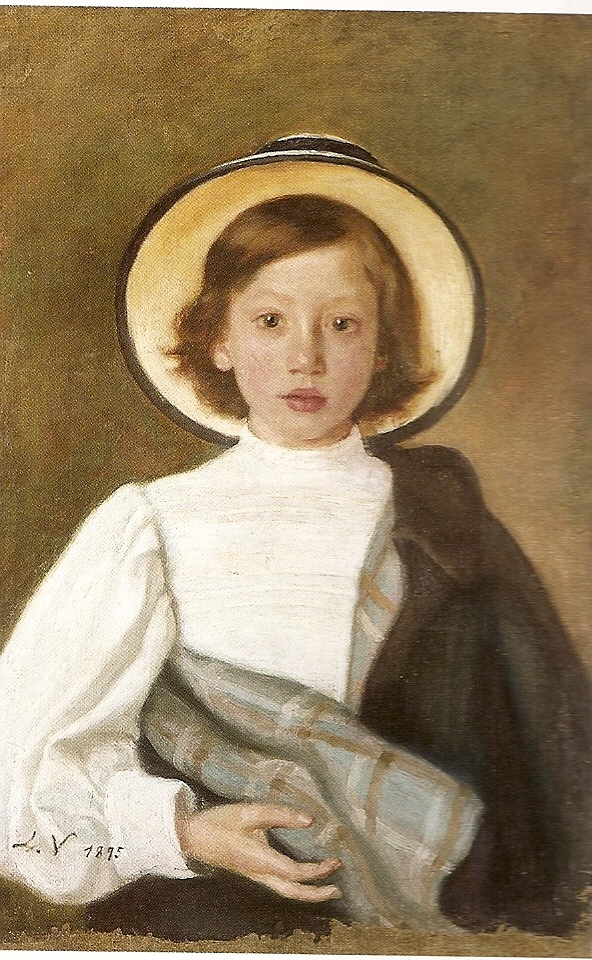
Frederic Vidal, 1895
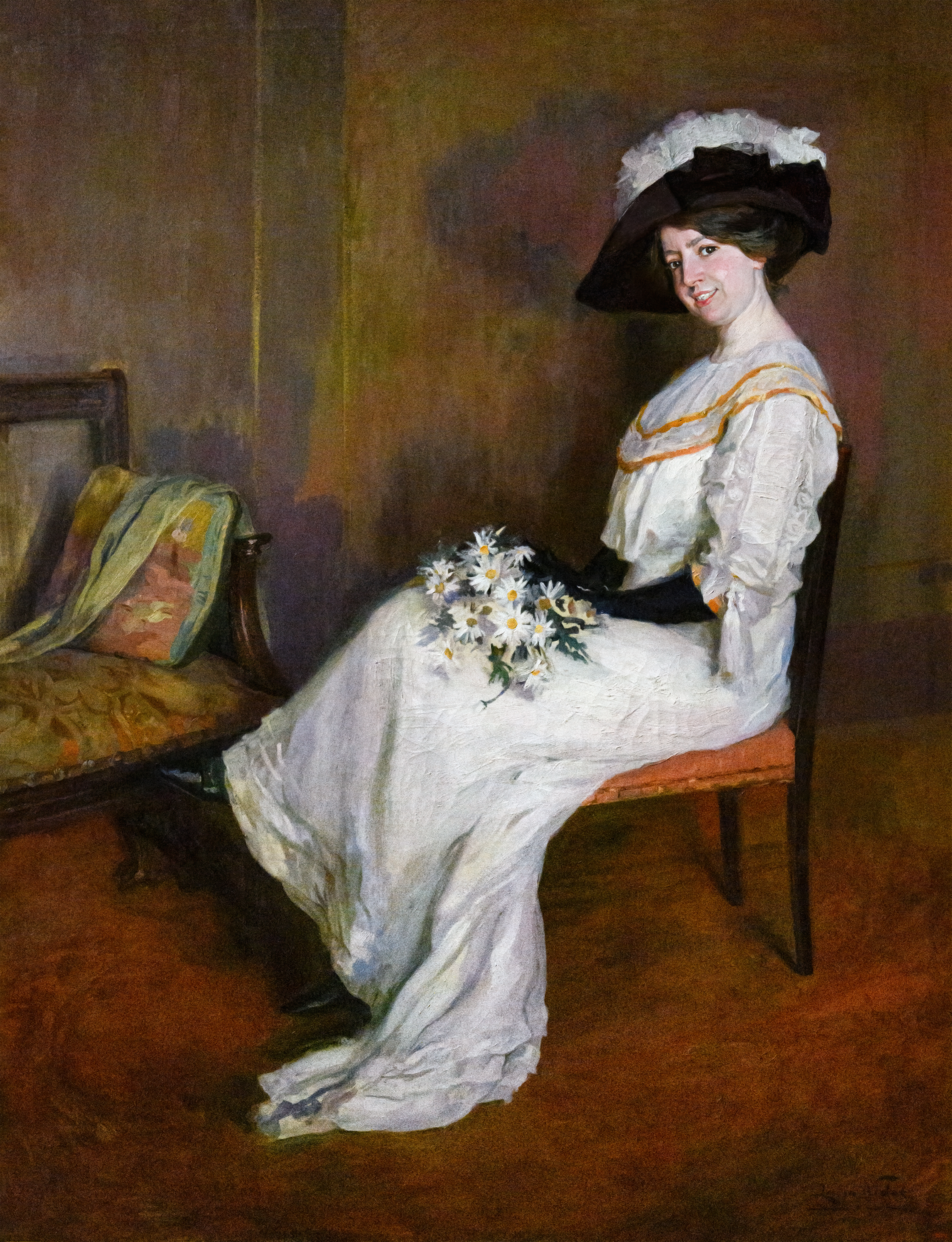
Marta Vidal c. 1907–1911
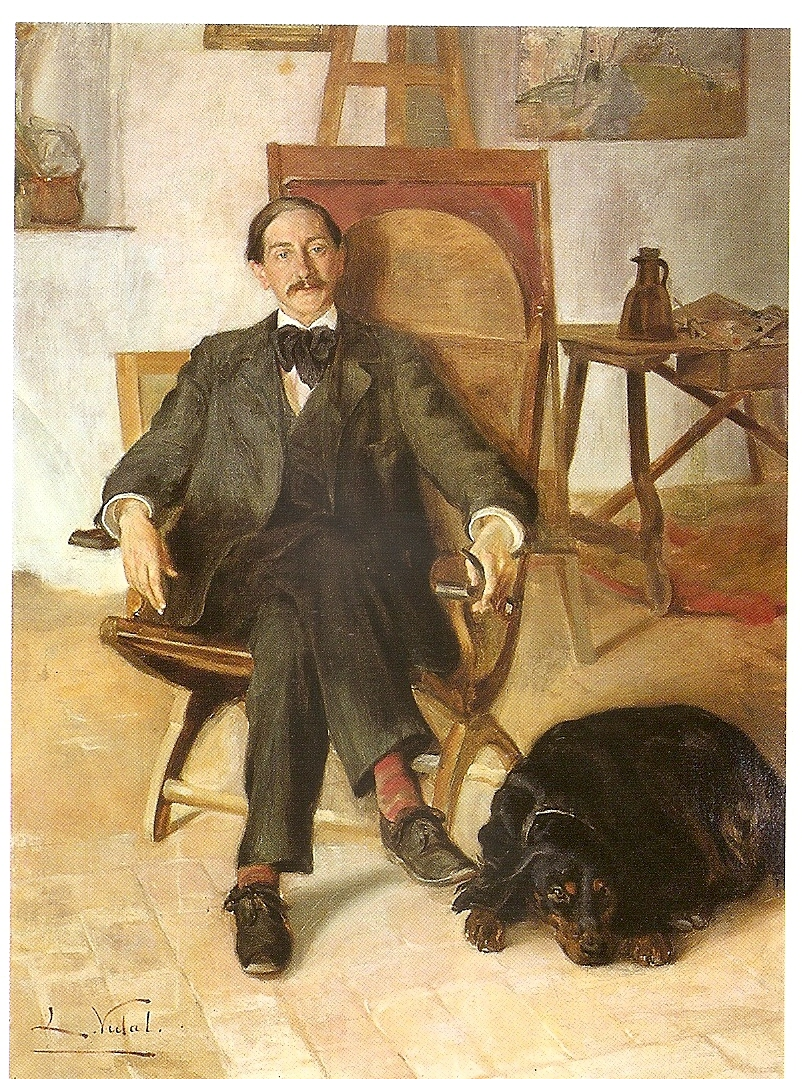
Ricard Canals, c. 1907–1908
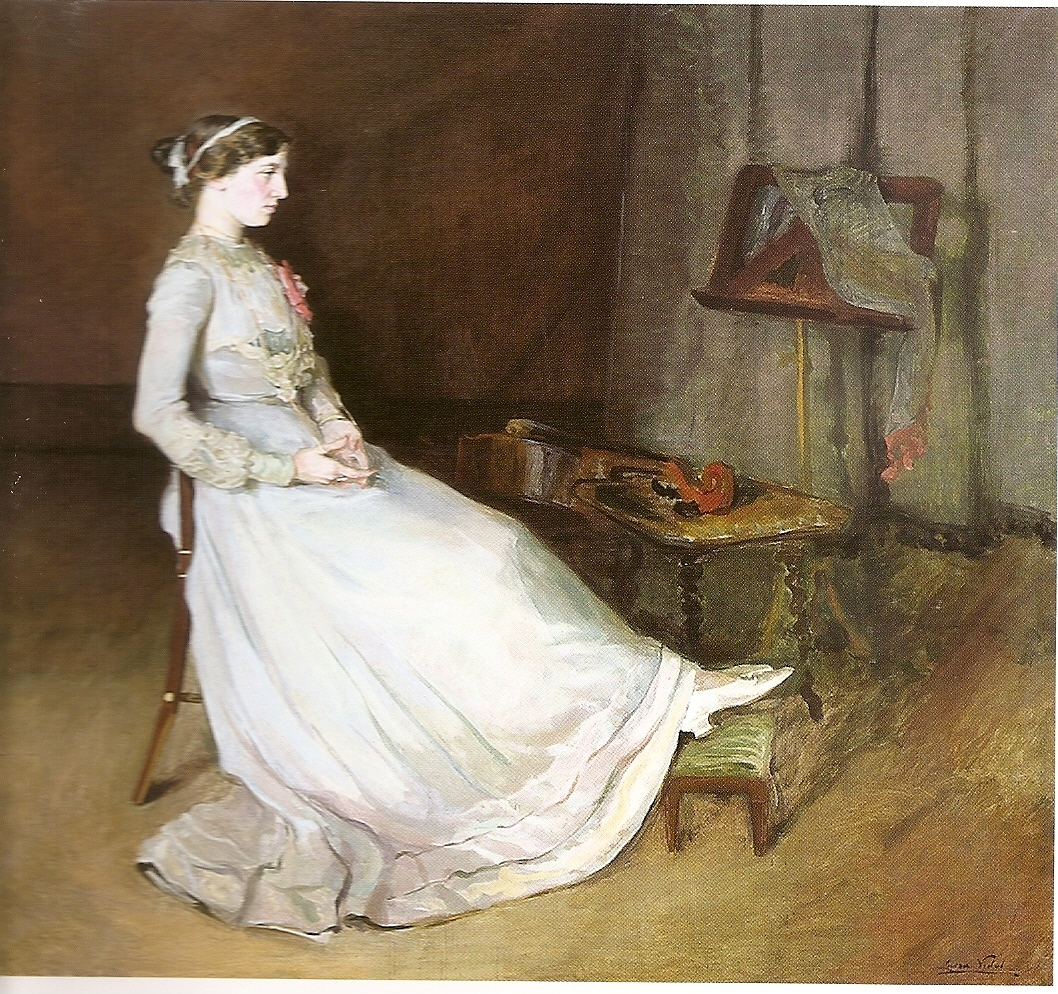
Francisca Vidal, 1909
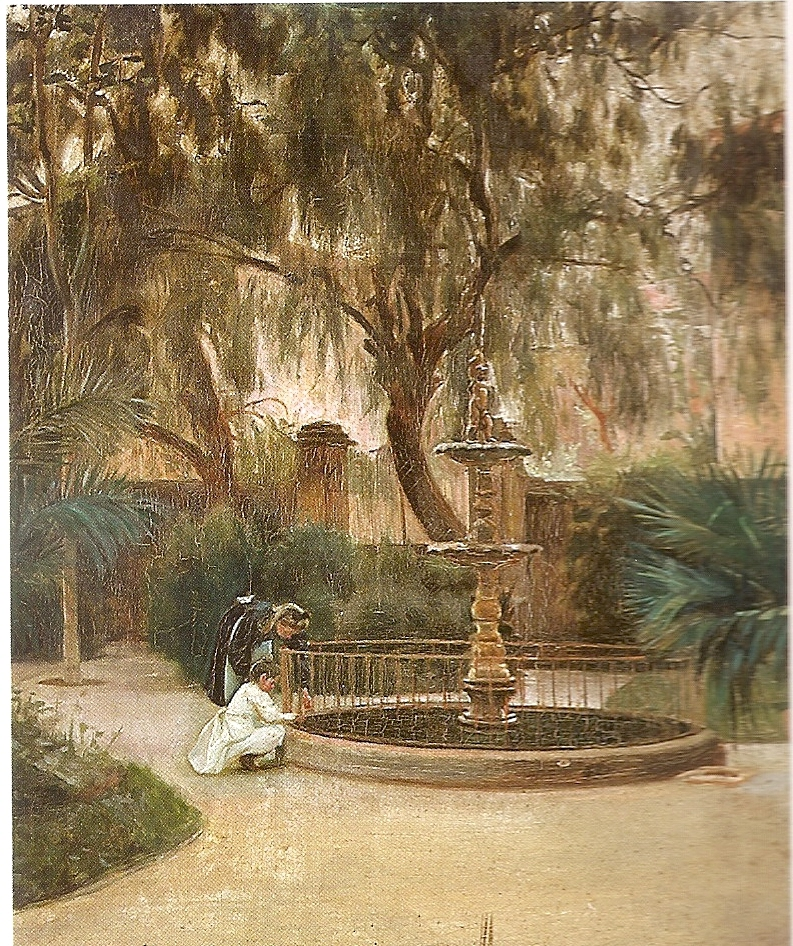
Titre inconnu, c. 1890–1900
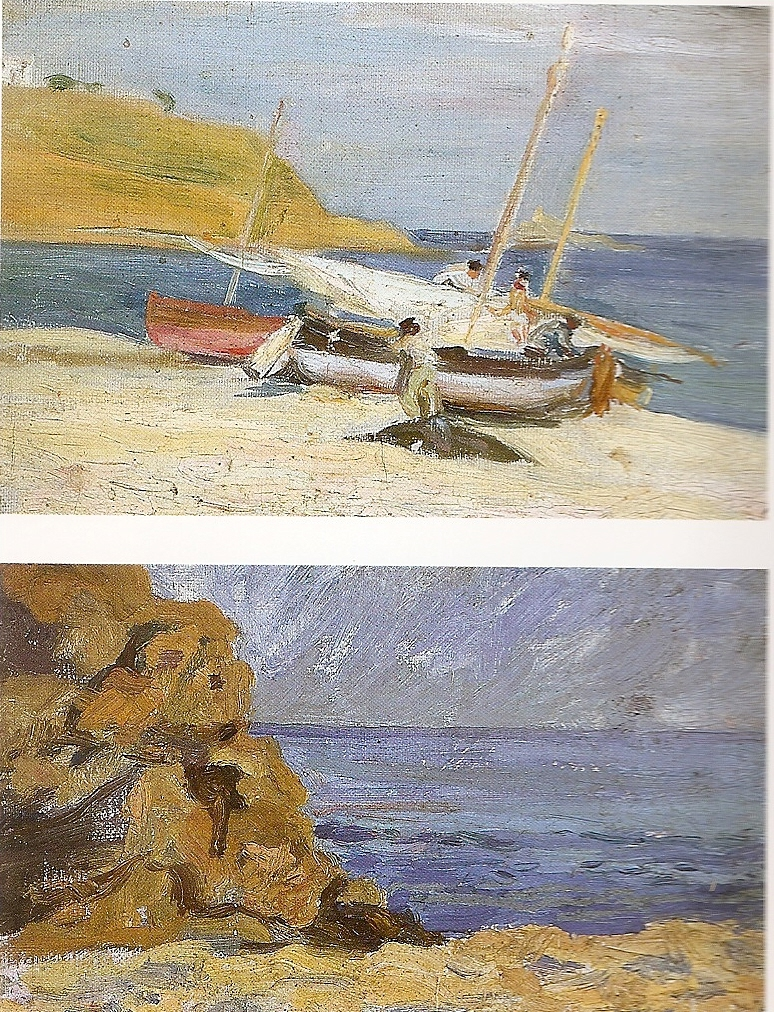
Paysages marins, c. 1902–1908
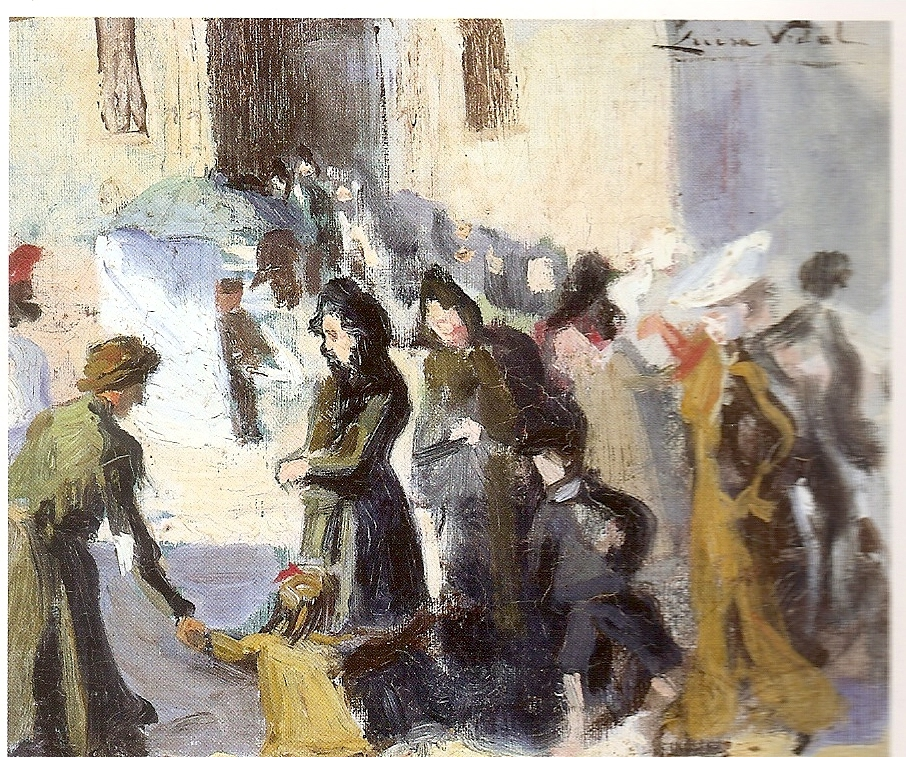
Retour de la messe, c. 1909–1918
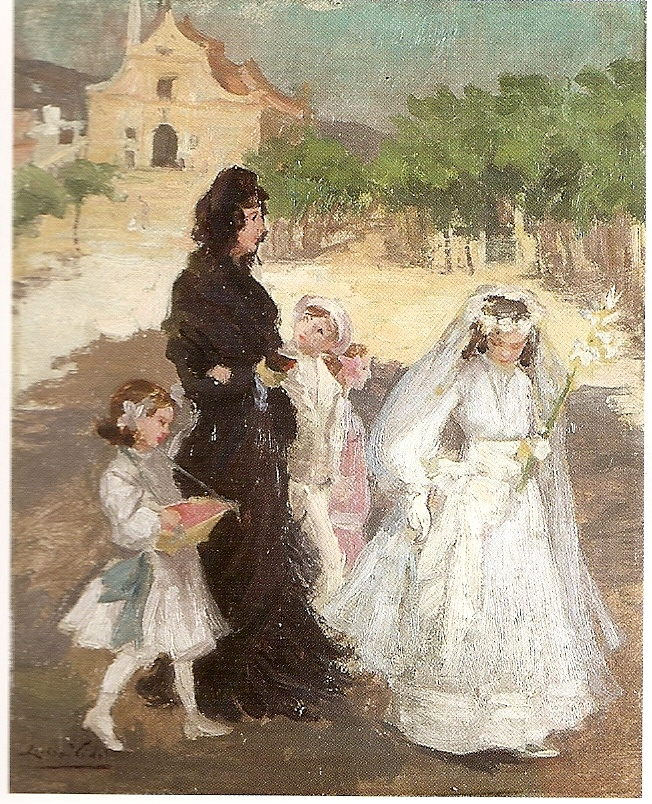
Première communion, c. 1909–1918
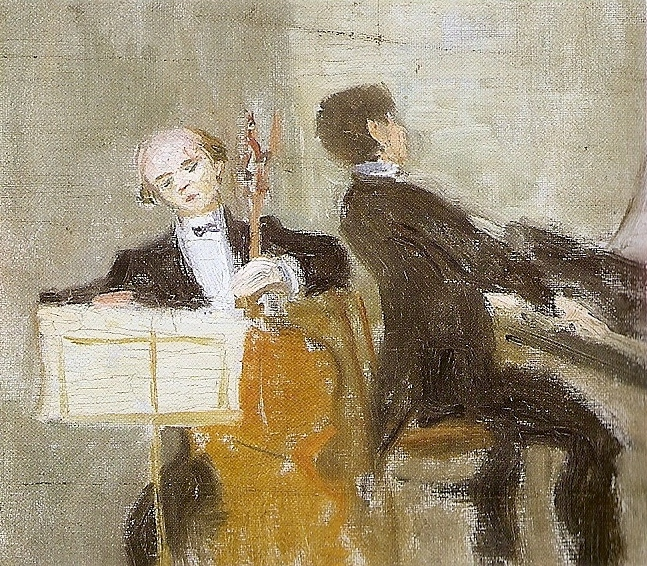
Pablo Casals et Enrique Granados, c. 1911.1914
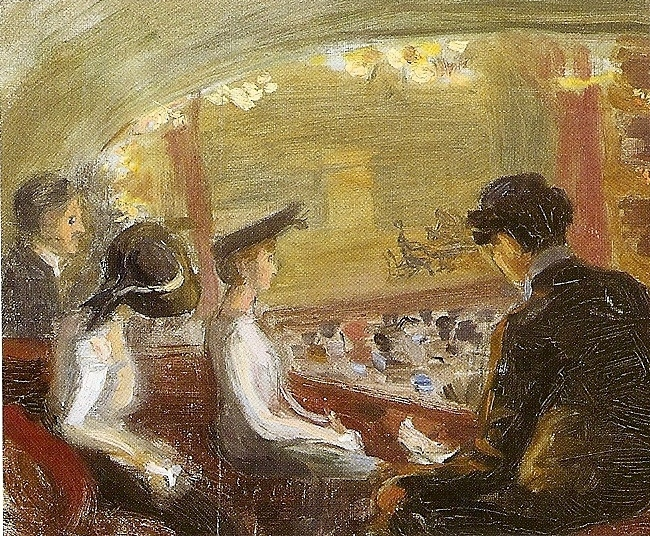
Enrique Granados en concert  c. 1911–1912